# Караунгир (археологический памятник)
Караунгир — пещерная стоянка неолитических времён в Казахстане. Находится на территории Тюлькубасского района Туркестанской области.

## Географическое положение
Пещера Караунгир располагается в горах Каратау. Вход в пещеру находится в склоне берега одноимённой реки, на высоте 7 м от речного русла.

## Описание
Стены пещеры сложены серыми известняками. Ширина входа в грот составляет 20—25 м. Высота свода варьируется от 2 до 16 м. В центре пещеры имеется понижение свода до 1,5 м. Грот разделяется на две части: в юго-восточном направлении — 21 м в длину, в северо-восточном — 9 м. Толщина культурного слоя достигает 5 м.

## Исследования
Поселение Караунгир было обнаружено и впервые обследовано в 1959 году Каратауским палеонтологическим отрядом под руководством Х. Алпысбаева. Дальнейшие исследования проводились в 1973 году вновь Каратауским палеонтологическим отрядом и в 1992 году совместной казахстанско-российской экспедицией под руководством академика А. П. Деревянко.
В нижних слоях раскопа обнаружены остатки кострищ мезолитических времён. Основная же часть находок относится ко временам неолита и датируется примерно V тысячелетием до н. э.
Наиболее распространённые каменные орудия труда — округлые удлинённые скребки на отщепах, пластины с боковой выемкой, проколки, свёрла, пластины с притуплёнными краями, топоры-тесла, наконечники стрел. Предметы изготовлены главным образом из кремня, песчаника и горного хрусталя. Среди костяных изделий — иглы с ушком, шило, проколки, гладилки-лощила, морило с делениями, различные бусы и подвески. Кроме того, обнаружены просверлённые раковины, клыки кабана с нарезкой, многочисленные кости животных, а также человеческие зубы (принадлежащие женщинам 20—30 лет) и захоронение человеческого черепа отдельно.
Археологические находки соответствуют локальному южноказахстанскому варианту кельтеминарской культуры.